# Rathaus (Au in der Hallertau)

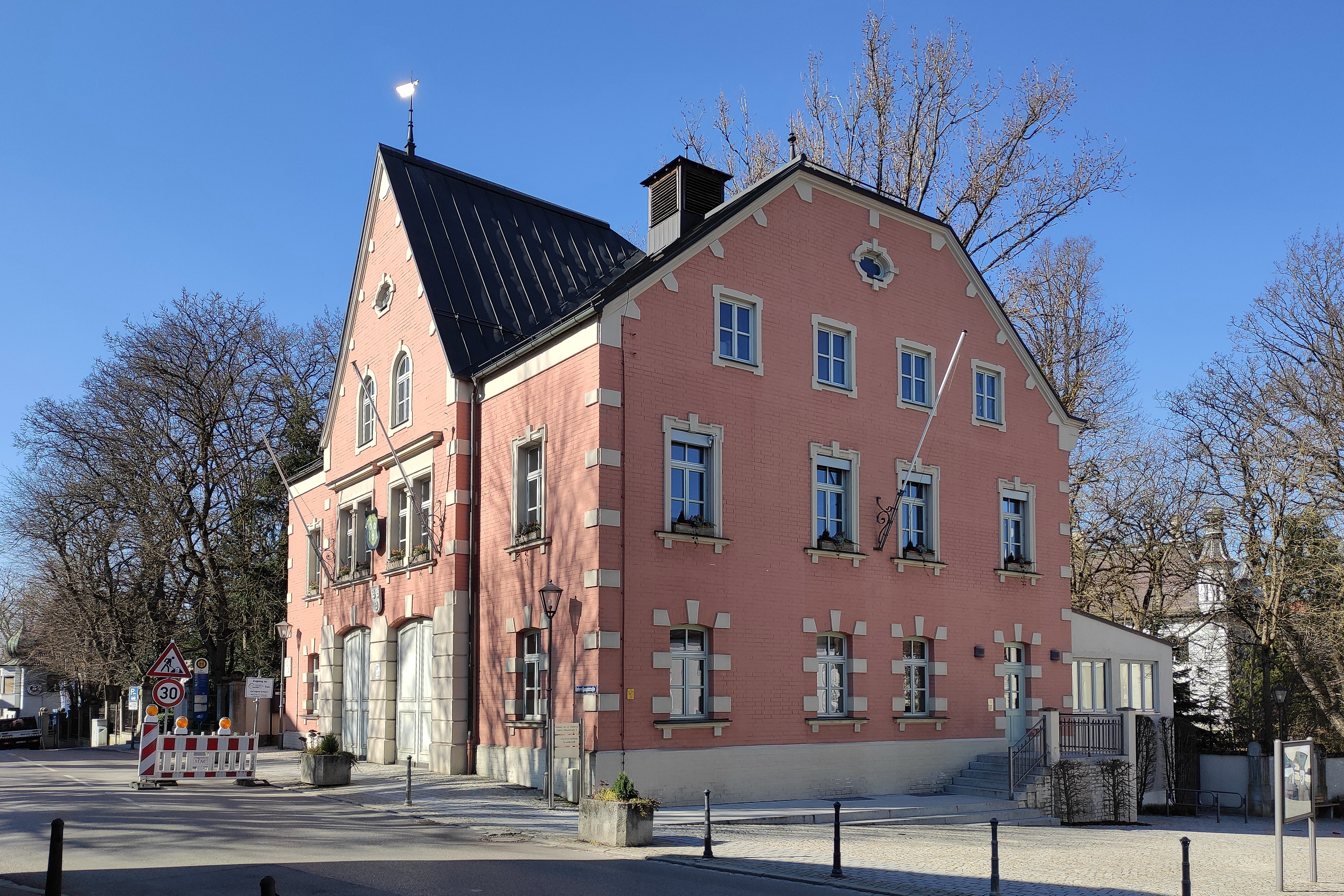
Rathaus in Au in der Hallertau

Das Rathaus in Au in der Hallertau, einer Gemeinde im Landkreis Freising in Oberbayern, wurde 1884 erbaut. Das Rathaus mit der Adresse Untere Hauptstraße 2 ist ein geschütztes Baudenkmal. 
Das Gebäude im Stil der Neurenaissance aus Sichtziegeln wurde nach Plänen des Architekten Otto Schoch errichtet. Der zweigeschossige Schopfwalmbau mit Giebelrisalit besitzt zwei rundbogige Einfahrten an der Straßenseite.